# Walter Mehring
Pour les articles homonymes, voir Mehring.
Walter Mehring, né le 29 avril 1896 à Berlin et mort le 6 octobre 1981 à Zurich, est un écrivain allemand et l'un des auteurs satiriques les plus importants de la République de Weimar. Banni durant le Troisième Reich, il dut s'enfuir.

## Biographie
Walter Mehring contribua à Die Weltbühne, hebdomadaire allemand culturel fondé par Siegfried Jacobsohn.
Pendant les années 1920, Walter Mehring écrivit des chansons qui furent chantées dans les cabarets les plus célèbres de l'époque, tels le Schall und Rauch (Son et fumée) de Max Reinhardt, la Wilde Bühne (La Scène sauvage) de Trude Hesterberg ou le Die Pfeffermühle (Le Moulin à poivre) d'Erika Mann, qui dut s'exiler.
Il participe au groupe dada de Berlin, et contribue notamment à l'Almanach Dada dirigé par Richard Huelsenbeck en 1923.
En 1944, Kurt Weill mit en musique Wie lange noch ?, chanson écrite par Walter Mehring et créée par Lotte Lenya.
Durant la Seconde Guerre mondiale, il fut aidé par Varian Fry.

## Œuvres[2]
- Müller. Chronik einer deutschen Sippe. Roman, 1978 [1re éd. 1935].
  - Traduction française : Les Müller. Une dynastie allemande, Paris, Robert Laffont, 1982 ; réédition : Paris, Les Belles Lettres, 2019.
- Die verlorene Bibliothek. Autobiographie einer Kultur. 1978 [1re éd. 1952],  (ISBN 3-548-37022-5).
  - Neuausgabe mit einem Nachwort von Martin Dreyfus, Elster 2013,  (ISBN 978-3-906065-02-1)
  - Traduction française : La bibliothèque perdue. Autobiographie d'une culture, Paris, Julliard, 1958 ; réédition : Paris, Les Belles Lettres, 2014.
- Die höllische Komödie. Drei Dramen: Die höllische Komödie. Der Kaufmann von Berlin. Die Frühe der Städte. 1979.
- Wir müssen weiter. Fragmente aus dem Exil. 1979.
- Paris in Brand.Roman, 1980 [1re éd. 1927].
- Algier oder die 13 Oasenwunder / Westnordwestviertelwest oder Über die Technik des Seereisens. Zwei Novellen. 1980,  (ISBN 3-546-46451-6).
- Chronik der Lustbarkeiten. Die Gedichte, Lieder und Chansons 1918–1933. 1981.
- Staatenlos im Nirgendwo. Die Gedichte, Lieder und Chansons 1933–1974. 1981.
- Die Nacht des Tyrannen. Roman, 1983 [1re éd. 1938],  (ISBN 3-546-46455-9).
- Verrufene Malerei. Erinnerungen eines Zeitgenossen und 14 Essais zur Kunst. 1983,  (ISBN 3-546-46454-0).

### En allemand
- Hermann Kesten: Walter Mehring. In: Meine Freunde die Poeten. Kindler, München 1959.
- Klaus Peter Dencker (de): Staatenlos im Nirgendwo – Walter Mehring. In: Akzente 3, München 1975, S. 258ff.
- Jürgen Serke (de): Walter Mehring. Schüsse mitten ins deutsche Gemüt. In: Jürgen Serke: Die verbrannten Dichter. Erweiterte Auflage. Fischer-Taschenbuch-Verlag, Frankfurt am Main 1983,  (ISBN 3-416-01740-4), (Fischer Taschenbücher 2239), S. 134–151.
- Frank Hellberg: Walter Mehring. Schriftsteller zwischen Kabarett und Avantgarde. Bouvier, Bonn 1983,  (ISBN 3-416-01740-4) (Abhandlungen zur Kunst-, Musik- und Literaturwissenschaft 337; zugleich: Hannover, Univ., Diss., 1983).
- Rolf Tauscher: Literarische Satire des Exils gegen Nationalsozialismus und Hitlerdeutschland. Von F. G. Alexan bis Paul Westheim. Verlag Dr. Kovač, Hamburg 1992,  (ISBN 3-86064-062-3), (Zugleich Habilitations-Schrift, Universität Halle 1991), S. 89–95, (Zu Müller. Chronik einer deutschen Sippe).
- Alex Dreppec (de): Peitsch Dir den Hintern lila, mein süßer Fratz. Walter Mehring – Dichter und Prophet in der Wüste. In: Exot (de). Zeitschrift für komische Literatur 2007,  (ISSN 1861-6283), S. 3–10.
- Georg-Michael Schulz: Walter Mehring. Werhan, Hannover 2013,  (ISBN 978-3-86525-325-5)
- (de) Wolfgang Emmerich, « Mehring, Walter », dans Neue Deutsche Biographie (NDB), vol. 16, Berlin, Duncker & Humblot, 1990, p. 626–628 (original numérisé).

### En anglais
- Boyle, Kay: The Poetry of Walter Mehring; NO ROAD BACK, Poems by Walter Mehring, in the German text as well as English translation by S.A. de Witt. In: New York Times, 03.09.1944.
- (en) A.P., « Walter Mehring, 85, Writer; His Sarcasm Enraged Nazis », New York Times,‎ 6 octobre 1981 (lire en ligne)
- Politzer, Heinz: The Lost Library, by Walter Mehring. In Commentary Magazine, Septembre 1951. http://www.commentarymagazine.com/viewarticle.cfm/the-lost-library--by-walter-mehring-1343
- Allen, Roy F.: Literary Life in German Expressionism and the Berlin Circles. UMI Research Press, 1983.
- Thomson, Philip John: The Grotesque in German Poetry, 1880-1933.Hawthorn Press, 1975.
- Spalek, John M./Bell, Robert F.: Exile, the Writer's Experience, University of North Carolina Press, 1982.